# Copa Chatham
La Copa Chatham és la principal competició de futbol per eliminatòries de Nova Zelanda.

## Història
La Copa Chatham es disputa per equips de tota Nova Zelanda, i se celebra anualment des del 1923 a excepció del 1937 i el 1941-44. Normalment hi participen entre 120 i 150 equips, amb pròrroga i llançaments de penals per als partits que finalitzen en empat. En el passat, en cas d'empat es produïen repeticions i durant els primers anys els vencedor en cas d'empat es decidia pel llançament de córners.
La copa en si va ser donada a la Football Association neozelandesa el 1922 per la tripulació del HMS Chatham com a mostra d'agraïment per l'hospitalitat que havien trobat en una visita a Nova Zelanda.

## Historial
Font:
- 1923: Seacliff (Otago)
- 1924: Harbour Board (Auckland)
- 1925: YMCA (Wellington)
- 1926: Sunnyside (Christchurch)
- 1927: Ponsonby
- 1928: Petone
- 1929: Tramways (Auckland)
- 1930: Petone
- 1931: Tramurewa (Auckland)
- 1932: Wellington Marist
- 1933: Ponsonby
- 1934: Thistle (Auckland)
- 1935: Hospital (Wellington)
- 1936: Western (Christchurch)
- 1937: Competició cancel·lada[5]
- 1938: Waterside (Wellington)
- 1939: Waterside (Wellington)
- 1940: Waterside (Wellington)
- 1941-44: No es disputà per la guerra mundial
- 1945: Western (Christchurch)
- 1946: Wellington Marist
- 1947: Waterside (Wellington)
- 1948: Christchurch Technical Old Boys
- 1949: Petone
- 1950: Eden (Auckland)
- 1951: Eastern Suburbs (Auckland)
- 1952: North Shore United 
i Western (Christchurch) (títol compartit)
- 1953: Eastern Suburbs (Auckland)
- 1954: Onehunga
- 1955: Western (Christchurch)
- 1956: Stop Out (Wellington)
- 1957: Seatoun
- 1958: Seatoun
- 1959: Northern (Dunedin)
- 1960: North Shore United
- 1961: Northern (Dunedin)
- 1962: Hamilton Technical Old Boys
- 1963: North Shore United
- 1964: Mount Roskill
- 1965: Eastern Suburbs (Auckland)
- 1966: Miramar Rangers
- 1967: North Shore United
- 1968: Eastern Suburbs (Auckland)
- 1969: Eastern Suburbs (Auckland)
- 1970: Blockhouse Bay
- 1971: Western Suburbs FC (Wellington)
- 1972: Christchurch United
- 1973: Mount Wellington (Auckland)
- 1974: Christchurch United
- 1975: Christchurch United
- 1976: Christchurch United
- 1977: Nelson United
- 1978: Manurewa
- 1979: North Shore United
- 1980: Mount Wellington (Auckland)
- 1981: Dunedin City
- 1982: Mount Wellington (Auckland)
- 1983: Mount Wellington (Auckland)
- 1984: Manurewa
- 1985: Napier City Rovers
- 1986: North Shore United
- 1987: Gisborne City
- 1988: Waikato United
- 1989: Christchurch United
- 1990: Mount Wellington (Auckland)
- 1991: Christchurch United
- 1992: Miramar Rangers
- 1993: Napier City Rovers
- 1994: Waitakere City
- 1995: Waitakere City
- 1996: Waitakere City
- 1997: Central United (Auckland)
- 1998: Central United (Auckland)
- 1999: Dunedin Technical
- 2000: Napier City Rovers
- 2001: University - Mount Wellington (Auckland)
- 2002: Napier City Rovers
- 2003: University - Mount Wellington (Auckland)
- 2004: Miramar Rangers
- 2005: Central United (Auckland)
- 2006: Western Suburbs FC (Wellington)
- 2007: Central United (Auckland)
- 2008: East Coast Bays
- 2009: Wellington Olympic
- 2010: Miramar Rangers
- 2011: Wairarapa United (Masterton)
- 2012: Central United
- 2013: Cashmere Technical (Christchurch)
- 2014: Cashmere Technical (Christchurch)
- 2015: Eastern Suburbs
- 2016: Birkenhead United (Auckland)
- 2017: Onehunga Sports (Auckland)
- 2018: Birkenhead United (Auckland)
- 2019: Napier City Rovers
- 2020: Competició cancel·lada per la pandèmia de COVID-19
- 2021: Cashmere Technical (Christchurch)
- 2022: Auckland City
- 2023: Christchurch United
- 2024: Wellington Olympic

## Bob Smith Memorial Trophy
És un trofeu atorgat al finalista de la Copa Chatham.

## Jack Batty Memorial Cup
És un trofeu atorgat al jugador que ha causat un major impacte a la final.